# Vrbička

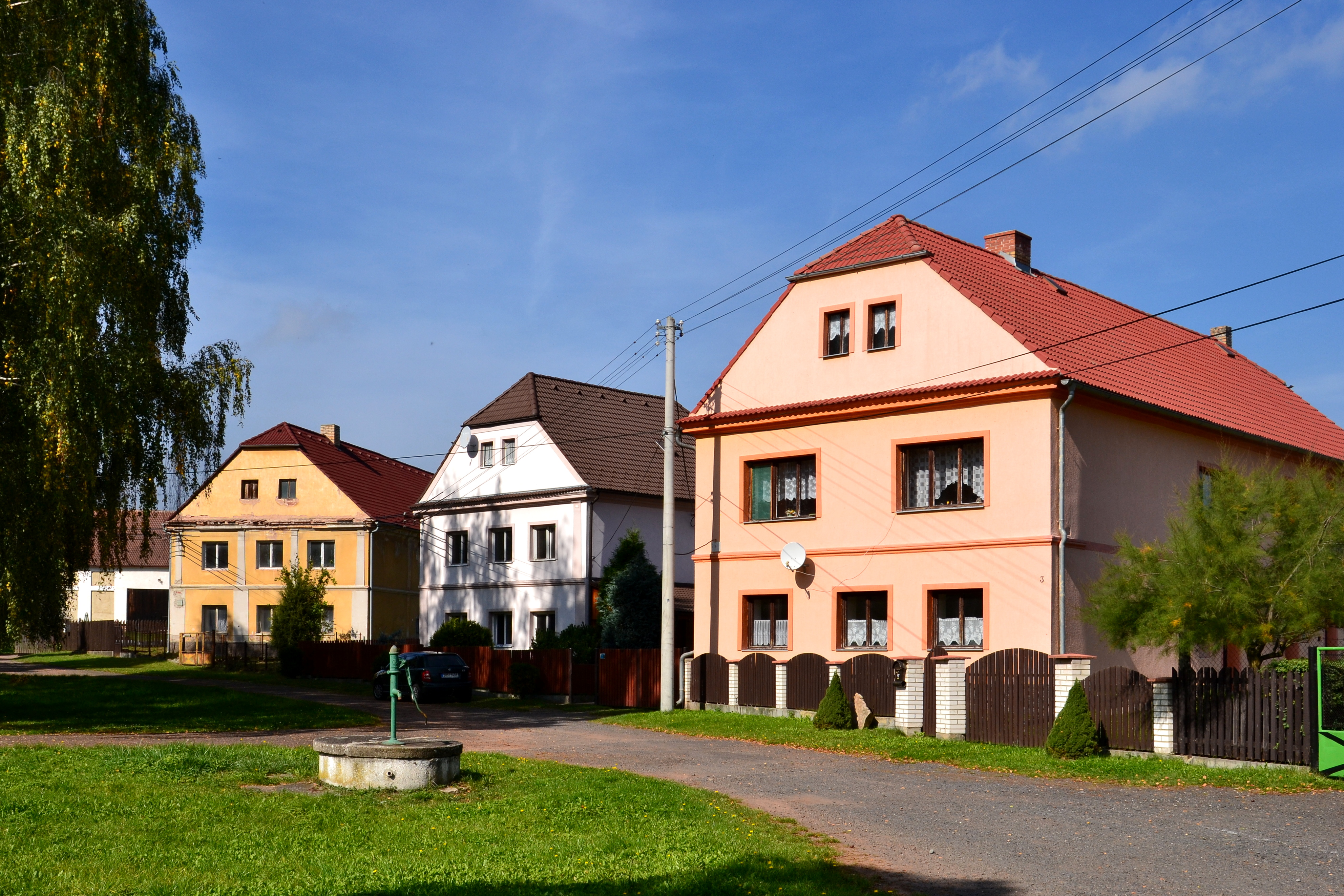
Dorfplatz

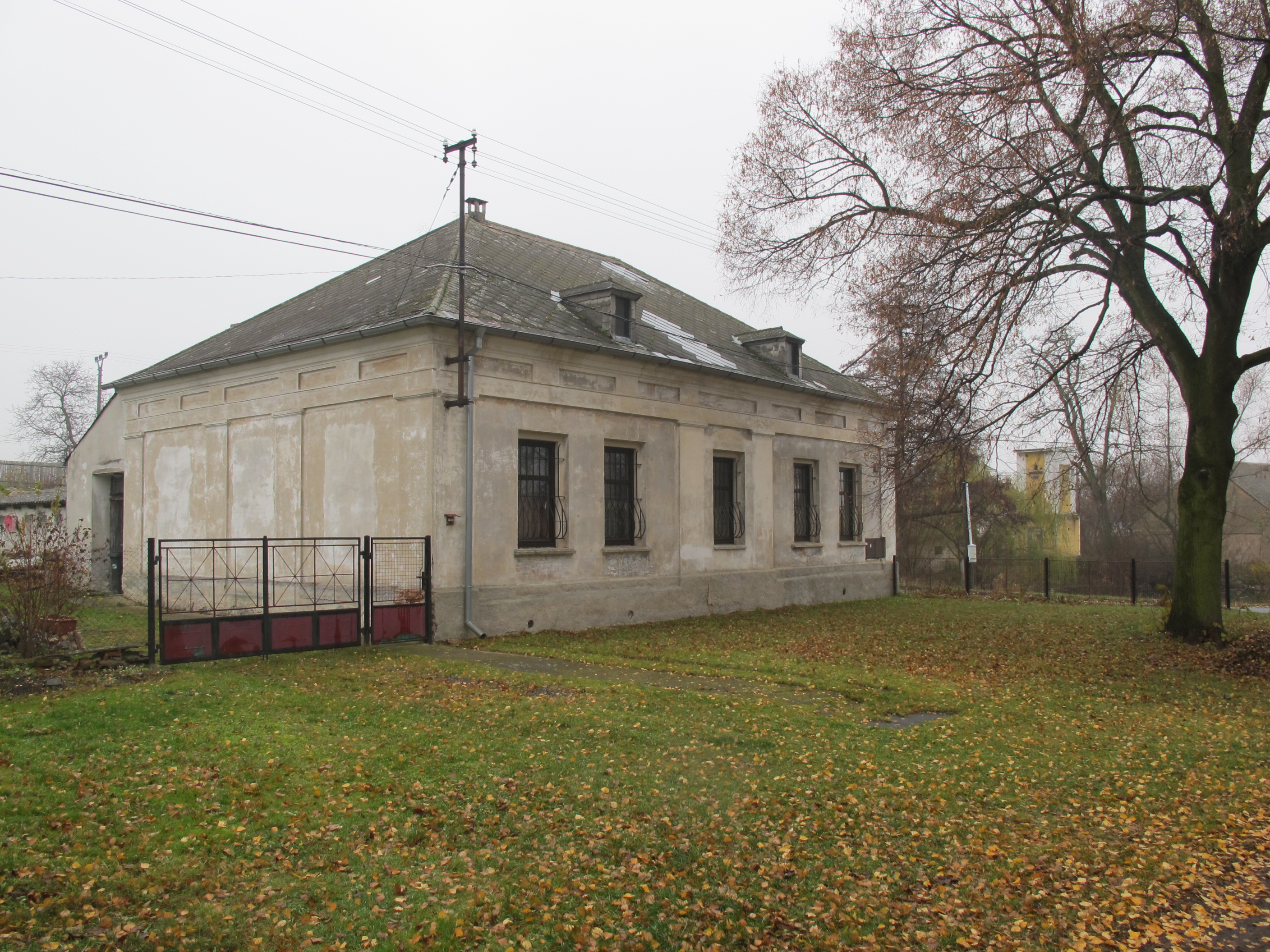
Alte Schule

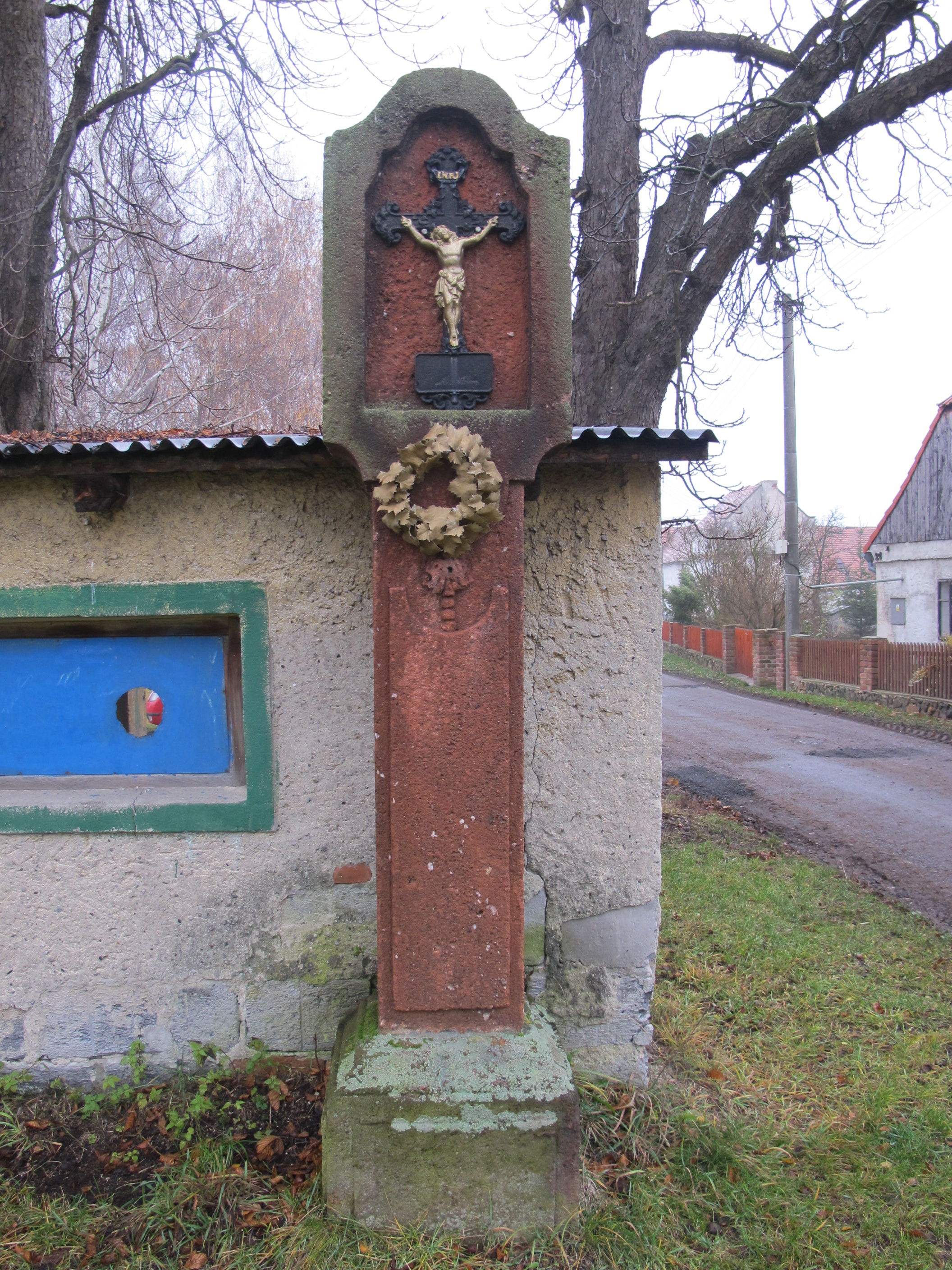
Bildstock

Vrbička (deutsch Klein Fürwitz, auch Kleinfürwitz) ist ein Ortsteil der Stadt Vroutek (Rudig) in Tschechien. Das Dorf liegt zehn Kilometer südwestlich von Podbořany (Podersam) und gehört zum Okres Louny.

## Geographie
Das Platzdorf Vrbička befindet sich in den südöstlichen Ausläufern des Duppauer Gebirges, einem nach Süden offenen Talkessel des Baches Vrbičský potok (Wiesbach). Nördlich erhebt sich der Chlum (539 m n.m.), im Nordosten der Kružínský vrch (Kruschinaberg; 536 m n.m.), östlich der Nad Lomem (Bremsberg; 505 m n.m.), im Südosten der Skytalský vrch (Skytalberg; 552 m n.m.), südwestlich der Orlík (Adlerberg; 552 m n.m.) und der Záhořský les (558 m n.m.), im Westen der Šibeniční vrch (Galgenberg; 619 m n.m.) sowie nordwestlich der Na Spravedlnosti (632 m n.m.), die Jedliny (Hohe Tanne; 702 m n.m.) und die Korunka (577 m n.m.).
Nachbarorte sind Nová Ves (Neudorf), Nepomyšl (Pomeisl) und Dětaň (Gödesin) im Norden, Dvérce (Wärzen) und Kružín (Kruschina) im Nordosten, Dvorek (Gehla), Vroutek (Rudig) und Kryry (Kriegern) im Osten, Lužec (Lust) und Mlýnce (Linz) im Südosten, Skytaly (Skytal), Dolní Záhoří (Unter Dreihöfen) und Horní Záhoří (Ober Dreihöfen) im Süden, Nahořečice (Nahoretitz), Kamýk (Jamiken), Vrbice (Großfürwitz) und Jeřeň (Girschen) im Südwesten, Valeč (Waltsch) im Westen sowie Hlína (Lihna), Ořkov (Worka) und die Wüstungen Jeseň (Gässing) und Třídomí (Dreihäuser) im Nordwesten. 

## Geschichte
Die erste urkundliche Erwähnung des Dorfes erfolgte im Jahre 1382, als die Brüder Heřman und Evan von Jeřeň ihre Güter Jeřeň und Skytal an die Herren von Riesenburg verkauften. Vrbička gehörte später stets zu den Gütern der Burg Valeč. Welche Bedeutung die auf einem Sporn oberhalb des Dorfes gelegene Feste Lina hatte, ist nicht bekannt. Von 1571 bis zum Ende des 18. Jahrhunderts hielten die Herren von Stampach und deren Nachfahren, die Kager von Globen, die Herrschaft. 1798 kauften die Freiherren Korb von Weidenheim den Besitz.
Im Jahre 1845 bestand das im Elbogener Kreis gelegene Dorf Klein-Firbitz, auch Fürbitz genannt, aus 26 Häusern mit 174 deutschsprachigen Einwohnern. Im Ort gab es einen herrschaftlichen Meierhof und ein Wirtshaus. Abseits lag die Schäferei Lina. Gepfarrt war das Dorf nach Waltsch. Bis zur Mitte des 19. Jahrhunderts blieb Klein-Firbitz der Herrschaft Waltsch mit Skytal untertänig.
Nach der Aufhebung der Patrimonialherrschaften bildete Kleinfürwitz / Vrbička ab 1850 mit dem Ortsteil Neudorf eine Gemeinde im Gerichtsbezirk Podersam. Ab 1868 gehörte Kleinfürwitz zum Bezirk Podersam. Im Jahre 1869 bestand das Dorf aus 30 Häusern und hatte 224 Einwohner. Im Jahre 1900 hatte Klein-Fürwitz 182 Einwohner, 1910 waren es 191. Die Bewohner lebten von Landwirtschaft und dem Obstbau. Die Bezirksstraße von Klein-Fürwitz über Kruschina nach Rudig entstand 1902. Nach dem Ersten Weltkrieg zerfiel der Vielvölkerstaat Österreich-Ungarn, die Gemeinde wurde 1918 Teil der neu gebildeten Tschechoslowakischen Republik. Beim Zensus von 1921 lebten in den 49 Häusern der Gemeinde 317 Personen, davon 315 Deutsche; der aus 28 Häusern bestehende Kernort hatte 194 Einwohner. 1930 lebten in den 29 Häusern von Klein Fürwitz 169 Personen, die gesamte Gemeinde hatte 300 Einwohner. Nach dem Münchner Abkommen wurde Klein Fürwitz im Oktober 1938 dem Deutschen Reich zugeschlagen und gehörte bis 1945 zum Landkreis Podersam. 1939 hatte die Gemeinde 287 Einwohner.
Nach dem Ende des Zweiten Weltkrieges kam Vrbička zur wiedererrichteten Tschechoslowakei zurück. Nach der Aussiedlung der meisten deutschen Bewohner wurde Vrbička mit Tschechen wiederbesiedelt. Im Jahre 1950 lebten in den 22 Häusern von Vrbička 121 Personen. Bei der Gebietsreform von 1960 erfolgte die Aufhebung des Okres Podbořany, Vrbička wurde Teil des Okres Louny. 1961 erfolgte die Auflösung der Gemeinde; Vrbička wurde nach Skytaly eingemeindet und der Ortsteil Nová Ves nach Podbořanský Rohozec umgemeindet. Mit Beginn des Jahres 1981 kam Vrbička als Ortsteil zu Vroutek. Beim Zensus von 1991 bestand Vrbička aus 20 Wohnhäusern und hatte 47 Einwohner. 2011 lebten in den 10 Häusern des Dorfes 17 Personen.

## Ortsgliederung
Zu Vrbička gehört die Einschicht Lina bzw. Hlína (Lihna). Der Ortsteil Vrbička bildet einen Katastralbezirk.

## Sehenswürdigkeiten
- Ruine Lina, Herrensitz aus dem 14. oder 15. Jahrhundert, nordwestlich des Dorfes am Weg nach Ořkov.
- Bildstock auf dem Dorfplatz; das daneben befindliche Glockenhäusel verfiel nach dem Zweiten Weltkrieg und wurde in den 1970er Jahren abgerissen und durch einen Schuppen ersetzt.
- Naturdenkmal Jalovcové stráně nad Vrbičkou, nördlich und nordwestlich von Vrbička.

## Söhne und Töchter des Ortes
- Franz Zeischka (1869–1909), Dirigent und Musikdirektor